# Saint-Roch
Saint-Roch – miejscowość i gmina we Francji, w Regionie Centralnym, w departamencie Indre i Loara.
Według danych na rok 2020 gminę zamieszkiwały 1281 osoby, a gęstość zaludnienia wynosiła 270 osób/km² (wśród 1842 gmin Regionu Centralnego Saint-Roch plasuje się na 468. miejscu pod względem liczby ludności, natomiast pod względem powierzchni na miejscu 1373).